# Полевой салат
Валериане́лла колоско́вая, или Валерианелла огоро́дная, или Полево́й сала́т (лат. Valerianella locusta) — вид растений из рода Валерианелла (Valerianella) семейства Валериановые (Valerianaceae). Произрастает в Европе, умеренных областях Азии, на севере Африки, натурализована также во многих других регионах земного шара.

## Название
За рубежом известна под названиями англ. cornsalad, lamb’s-lettuce, фр. mâche, doucette, valérianelle, нем. Feldsalat, Rapunzel, порт. alface, исп. lechuga de campo.
Немецкое название полевого салата — источник имени сказочной героини Рапунцель.

## Ботаническое описание

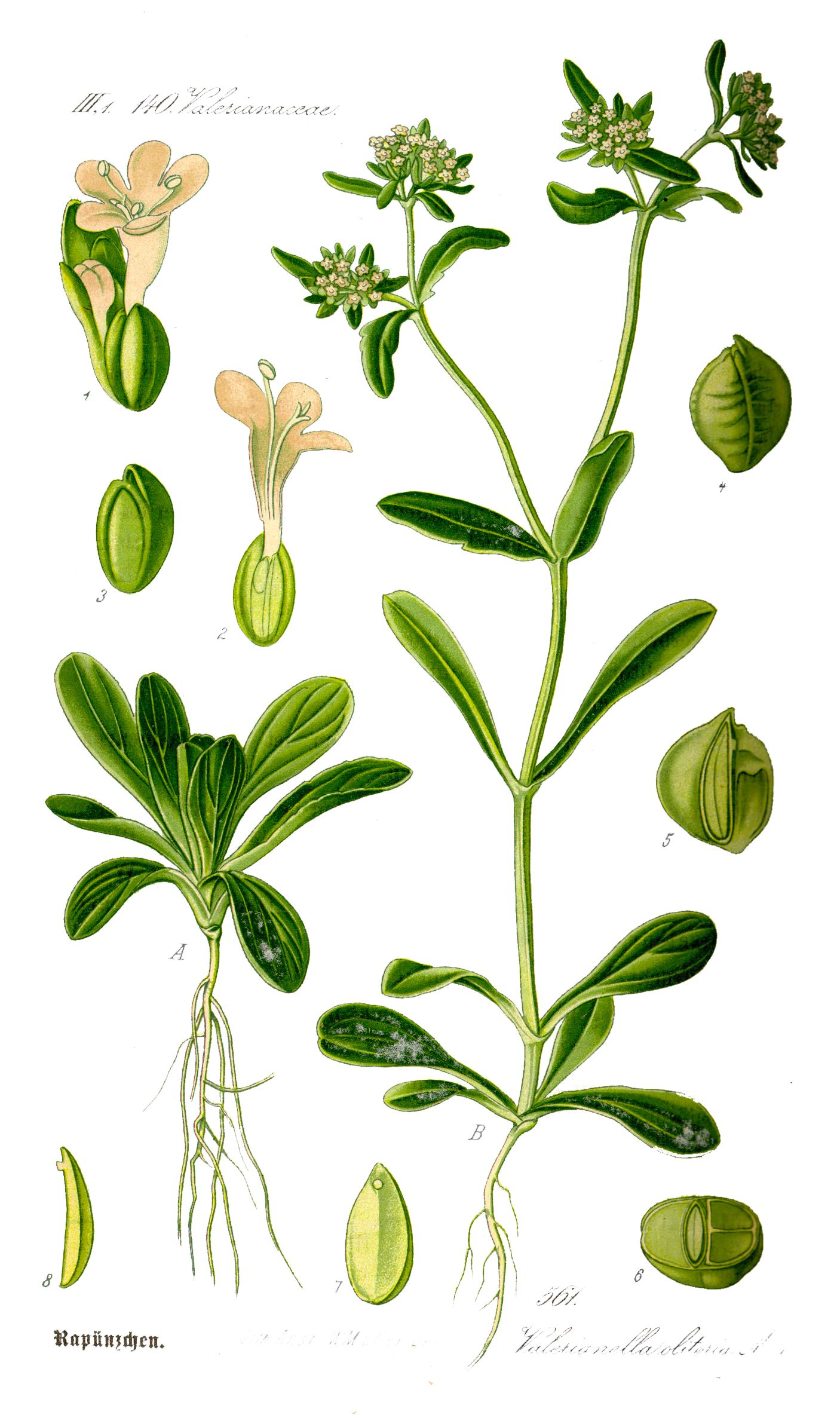

Однолетнее травянистое растение высотой 10—40 см. Стебель в нижней части угловато-бороздчатый, вверху более округлый, дихотомически ветвящийся.
Нижние листья лопатчатые, тупоконечные, средние — продолговато-ланцетные, верхние — продолговато-линейные.
Цветёт в апреле — июне, цветки мелкие, белые, собраны в густые полузонтики. Отгиб чашечки цветка почти не развит, в виде трёх неясных зубчиков.
Плоды округло-яйцевидные, длиной 1—2,5 мм, трёхгнёздные с одним плодущим и двумя стерильными гнёздами, более мелкими, чем плодущее. Созревают в мае — июне, всхожесть сохраняют 3—4 года.

## Значение и применение
Популярное пищевое растение в Европе и США. Молодые прикорневые листья полевого салата в основном едят в свежем виде и используют в салаты, реже добавляют в супы. В России и странах СНГ продаётся под английским названием корн.
Употребление в пищу полевого салата (как, впрочем и других салатных растений) полезно при гиповитаминозах, имеются также сведения о седативном воздействии этого растения.

## Культивация
Семена обычно высевают непосредственно в открытый грунт. Поскольку срок вегетации у этого растения небольшой, сеять можно в разные сроки, однако лучшие результаты в средней полосе России получаются при ранневесеннем посеве, так как растение плохо переносит жару. При посеве под зиму нужно укрывать грядки соломой или перегноем.
|                                                                                   |  |  |
| Соцветие. Салат с валерианеллой. Морская свинка, питающаяся листьями валерианеллы |  |  |